# 卡爾韋赫格德峰
61°23′35″N 8°37′10″E / 61.39306°N 8.61944°E

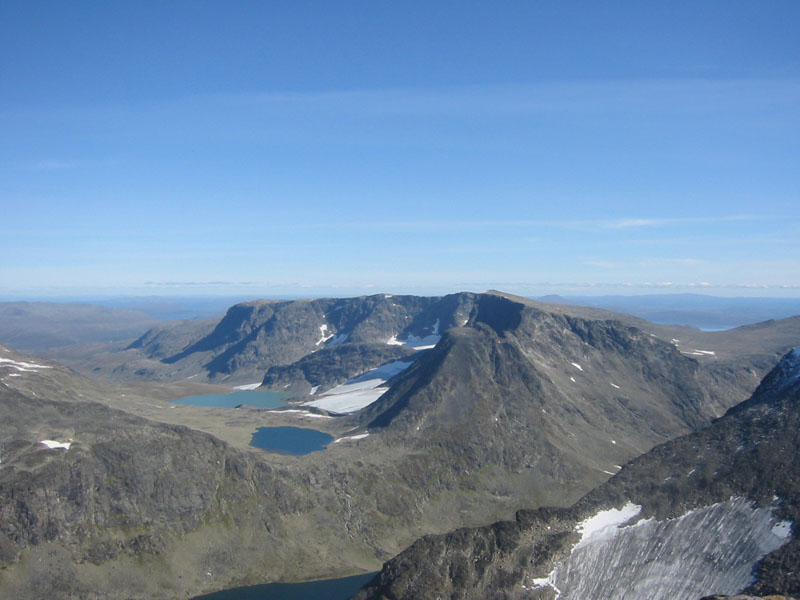

卡爾韋赫格德峰是挪威的山峰，位於該國東南部內陸郡，屬於尤通黑門山脈的一部分，該山峰海拔高度2,208米，人類在1820年首次登頂。